# 武士道ブレード
『武士道ブレード』（ぶしどうブレード、The Bushido Blade） は、アメリカ合衆国とイギリスの合作映画。カラー・パナビジョン・モノラル、103分。

## 概要
舞台は幕末。尊皇攘夷派に奪われた国宝の日本刀を取り戻すため、互いを知らない日本人とアメリカ人が協力し、その刀を奪還する物語である。江戸幕府とアメリカ合衆国が締結した日米和親条約・桜田門外の変という史実にフィクションを盛り込み、実在の人物であるマシュー・ペリーや林復斎と架空人物が関わりを持って、ストーリーが展開されていく。異国人同士が交流し、文化や慣習の違いを乗り越え、絆・友情・恋愛を育んでいくことも描かれている。
出演は千葉真一・三船敏郎・丹波哲郎・天津敏・浅野真弓（以上、日本）、リチャード・ブーン、フランク・コンバース、ジェームズ・アール・ジョーンズ、マコ岩松（以上、アメリカ合衆国）、ローラ・ジムサー（オランダ/インドネシア）など、複数の国々からキャスティングされた。ジムサーはヌード、浅野はセミヌードをそれぞれ披露している。ブーンと天津には本作品が遺作となった。映画スタッフには監督のトム・コタニほか、複数の日本人が参加している。ロケは一部イングランドで行われた以外、彦根城・大徳寺などほとんどが日本で撮影され、三船プロダクションのオープンセットも使用されている。
欧米ではDVDが2002年に販売されており、日本では映画館で公開されずに1990年12月28日にVHSのみがリリースされ、92分に短縮されている。

## ストーリー
黒船来航で騒然としていた日本。国交を望むアメリカ合衆国は条約批准を求めていたが、200年以上鎖国を続けていた日本では、開国派と尊皇攘夷派とで国論が二分されていた。江戸幕府の特命全権大使である林復斎（三船敏郎）はマシュー・ペリー提督（リチャード・ブーン）が主催するパーティーに招かれていた。ペリーは早く条約を批准しようと調印を迫るが、林は「両国の親睦の証として、国宝の日本刀をアメリカ大統領に贈呈したい。調印はその後だ」と応じていた。ところが尊皇攘夷派の大名である大和守（丹波哲郎）に命ぜられた山崎伝之進（天津敏）に、その日本刀を奪われてしまう。林は日本刀を取り戻すまで条約締結しないとペリーに伝え、開国派のサムライ・井戸守（千葉真一）に奪還を命じる。ペリーは自分たちも手伝うと申し出るが、井戸守は国内の問題だからと断り、大和守の居城へ向かった。条約を早く批准するため、ペリーはローレンス・ホーク大佐（フランク・コンバース）を呼び、井戸守に協力して日本刀を取り返すよう指令。ホークはロビン・ガル士官候補生（ティモシー·マーフィー）とケイブ・ジョンソン水兵長（マイク・スター）を連れ、井戸を追いかける。

## キャスト

### 主要キャスト
※オープニングのクレジットタイトル表記順。
- リチャード・ブーン - マシュー・ペリー
- 千葉真一 - 井戸守
- フランク・コンバース - ローレンス・ホーク
- ローラ・ジムスラー - 巴
- ジェームズ・アール・ジョーンズ - 捕鯨船乗組員
- マコ岩松 - 円次郎
- ティモシー·マーフィー - ロビン・ガル
- マイク・スター - ケイブ・ジョンソン
- 丹波哲郎 - 大和守
- 三船敏郎 - 林復斎

### サブキャスト
※エンディングクレジットのみ表記。
- 天津敏 - 山崎伝之進
- 浅野真弓 - ゆき
- 大前均 - 力士

## スタッフ
- 監督 - トム・コタニ
- 製作総指揮 - ジュールズ・ベイス
- 映画プロデューサー - ベニー・コルゼン、マサキ・イズカ
- プロデューサー - アーサー・ランキン・ジュニア
- 脚本 - ウィリアム・オーバーガード
- 音楽 - モーリー・ローズ
- 撮影 - 上田正治
- 特撮監督 - 川北紘一
- 編集 - 黒岩義民
- ポストプロダクション・エグゼクティブ - ロバート・カードナ
- 編集コンサルタント - アン・コーツ
- 照明 - 下村一夫
- 美術 - 大橋豊一
- 殺陣 - 久世竜
- 協力 - アメリカ海軍、東宝